# (4835) Asaeus
(4835) Asaeus (désignation provisoire 1989 BQ) est un astéroïde troyen de Jupiter de 30,17 km de diamètre découvert en 1989.

## Description
(4835) Asaeus a été découvert le 29 janvier 1989 à l'observatoire Tokushima-Kainan situé dans la préfecture de Tokushima, au Japon, par Masayuki Iwamoto et Toshimasa Furuta,.

### Caractéristiques orbitales
L'orbite de l'astéroïde est caractérisée par un demi-grand axe de 5,20 UA, un périhélie de 3,89 UA, une excentricité de 0,25 et une inclinaison de 19,57° par rapport à l'écliptique. Du fait de ces caractéristiques, à savoir un demi-grand axe compris entre 4,6 et 5,5 UA, il est classé, selon la JPL Small-Body Database, comme astéroïde troyen de Jupiter du camp grec. Il est en effet situé au point de Lagrange L4 du système Soleil-Jupiter.

### Caractéristiques physiques
(4835) Asaeus a une magnitude absolue (H) de 10,64 et un albédo estimé à 0,112, ce qui permet de calculer un diamètre de 30,17 km. Ces résultats ont été obtenus grâce aux observations du Wide-Field Infrared Survey Explorer (WISE), un télescope spatial américain mis en orbite en 2009 et observant l'ensemble du ciel dans l'infrarouge, et publiés en 2012 dans un article regroupant les caractéristiques de 478 astéroïdes troyens,.

## Nom
L'astéroïde est nommé d'après le personnage de la mythologie grecque Asaeus (en), premier des Achéens à être tué par Hector aux portes de Troie.